# Le Petit Lord Fauntleroy (téléfilm, 1980)
Pour les articles homonymes, voir Le Petit Lord Fauntleroy (homonymie).
Pour plus de détails, voir Fiche technique et Distribution.
Le Petit Lord Fauntleroy est un téléfilm britannique réalisé par Jack Gold, sorti en 1980, d'après le livre homonyme pour enfants de Frances Hodgson Burnett. Bien que diffusé pour la première fois à la télévision, il a ensuite été exploité en salles.

## Synopsis
Cedric Errol est un jeune Américain pauvre vivant dans le quartier de Brooklyn à New York. À l'âge de 9 ans, il apprend qu'il est le seul héritier d'un riche comté d'Angleterre. Cedric devient alors Lord Fauntleroy, destiné à être, un jour, Comte de Dorincourt.
En compagnie de sa mère veuve, qu'il appelle « Chérie » comme le faisait son père, il quitte New York pour l'Angleterre. Là, il doit rejoindre, seul, son grand-père, le vieux comte, dans son château de Dorincourt. Le comte, bougon, méprisant pour ses semblables, rouspétant pour un rien, est honni de tous ses gens. Et par haine de l'Amérique, le comte oblige la mère américaine de Cédric, qu'il n'a jamais voulu rencontrer, à vivre dans un cottage, avec l'interdiction formelle de passer la grille du château.
Le vieux comte pense d'abord pouvoir modeler le jeune homme à sa guise, et veut lui apprendre comment vivre comme un aristocrate. Mais il est, jour après jour, impressionné et désarmé par le mélange d'intelligence et de simplicité de son jeune petit-fils. Cédric est convaincu de son côté que son grand-père est le plus généreux de tous les hommes. Les semaines passant, c'est Cédric qui finit, sans s'en rendre compte, par transformer son grand-père. Celui-ci comprend alors que, par son sens de la compassion et de la justice sociale envers les gens dont il a la charge, Cédric sera un meilleur comte qu'il le fut lui-même. Le vieux comte tâche alors d'être plus digne de l'image qu'a de lui son petit-fils.
Lorsqu'une autre mère américaine prétend que son propre fils est l'héritier légitime de Dorincourt, que deviendra alors le petit Cedric Errol ?

## Fiche technique
- Titre original : Little Lord Fauntleroy
- Titre en français : Le Petit Lord Fauntleroy
- Réalisation : Jack Gold
- Scénario : Blanche Hanalis, d'après Frances Hodgson Burnett
- Musique : Allyn Ferguson
- Photographie : Arthur Ibbetson
- Pays d'origine :  Royaume-Uni
- Langue originale : anglais
- Durée : 103 minutes
- Formats : couleur - son mono - 35 mm
- Dates de sorties :
  - France : 1980, 17 novembre 2006 en DVD

## Distribution
- Rick Schroder (VF : Jackie Berger) : Lord Fauntleroy
- Alec Guinness (VF : Georges Aminel) : Comte de Dorincourt
- Rachel Kempson : Lady Lorradaile
- Eric Porter (VF : Jean Berger) : Havisham
- Connie Booth (VF : Françoise Dorner) : Madame Errol
- Colin Blakely (VF : Jacques Balutin) : Hobbs
- Rolf Saxon (VF : Patrick Poivey) : Dick
- Peter Copley (VF : Georges Riquier) : Révérend Muldaur
- Carmel McSharry (VF : Marcelle Lajeunesse) : Mary
- Bill Nighy : l'officier
- Patrick Stewart : Wilkins

## Autres adaptations
- Le Petit Lord Fauntleroy (Little Lord Fauntleroy), de John Cromwell est sans doute l'adaptation cinématographique la plus connue dans le monde anglo-saxon[réf. nécessaire]. Freddie Bartholomew y joue Cedric Errol, Lord Fauntleroy ; Dolores Costello, sa mère ; et C. Aubrey Smith joue le comte de Dorincourt. Cette version de 1936, en noir et blanc, dure 98 minutes et apparaît dans les bonus du DVD du film de 1980 diffusé en France.
- Une série d'animation japonaise existe.